# Operacja Hiram
Operacja Hiram (hebr. מבצע חירם, Miwca Chiram) – izraelska operacja wojskowa przeprowadzona podczas I wojny izraelsko-arabskiej w dniach 29–31 października 1948 roku przeciwko siłom Arabskiej Armii Wyzwoleńczej w Górnej Galilei. Operacja była prowadzona na północnym froncie walk. Całość operacji zakończyła się zwycięstwem Izraelczyków.

## Tło wydarzeń
Przez cały czas trwania I wojny izraelsko-arabskiej, wojska libańskie nie angażowały się w bezpośrednie działania w Palestynie, ograniczając się jedynie do zabezpieczenia linii komunikacyjnych Arabskiej Armii Wyzwoleńczej. Dowodzący nią Fauzi al-Kawukdżi podlegał rozkazom Ligi Państw Arabskich, chociaż w rzeczywistości współpracował z wojskowym dowództwem Syrii i Libanu. W wyniku izraelskiej operacji „Dekel” (9-18 lipca 1948 r.) poniósł on dużą klęskę i musiał wycofać się z Dolnej Galilei i Zachodniej Galilei do Górnej Galilei i południowego Libanu. Utrzymanie pozycji w Galilei było całkowicie uzależnione od utrzymania dostaw zaopatrzenia płynącego z Libanu. Rząd libański nie dążył jednak do zwiększenia swoich wpływów w tym obszarze, i nie zamierzał przyłączać Galilei do własnego państwa. W ten sposób postępowanie Libanu było całkowicie odmienne od pozostałych arabskich państw biorących udział w wojnie. Takie zachowanie wynikało z faktu, że rząd libański usiłował za wszelką cenę utrzymać delikatną równowagę pomiędzy chrześcijanami a muzułmanami, jaka utrzymywała się w państwie. Przyłączenie Galilei, w której mieszkało 250 tys. Arabów (w większości Muzułmanów), z pewnością naruszyłoby tę równowagę i wywołało rozruchy wewnętrzne. A tego rząd (będący w większości chrześcijańskim) chciał uniknąć. Z tego powodu cały ciężar prowadzenia wojny spoczywał na Arabskiej Armii Wyzwoleńczej.
Od początku trzeciej fazy wojny, większość działań militarnych była skoncentrowana na froncie południowym, gdzie w wyniku izraelskiej operacji „Jo’aw” (15-22 października) wojska egipskie poniosły poważne straty. Największym sukcesem Izraelczyków było utworzenie korytarza komunikacyjnego łączącego żydowską enklawę na pustyni Negew z resztą kraju. Jednocześnie przecięto główne drogi zaopatrzenia wojsk egipskich, rozdzielając ich skrzydło wschodnie od zachodniego. Zajęcie miasta Beer Szewa tworzyło zagrożenie odcięcia całego wschodniego skrzydła egipskich wojsk. Równolegle prowadzono na froncie centralnym operację „Ha-Har” i operację „Jekew”. Izraelczycy prowadzili przy tym działania niezwykle ostrożnie, usiłując za wszelką cenę nie dopuścić do sprowokowania jordańskiego Legionu Arabskiego. To właśnie z tego powodu na froncie północnym Izraelczycy przyjęli postawę defensywną, unikając jakichkolwiek starć z Syryjczykami lub Irakijczykami. Dochodziło jedynie do sporadycznych incydentów pomiędzy defensywnie zachowującymi się izraelskimi oddziałami a usiłującymi atakować żydowskie konwoje z zaopatrzeniem, oddziałami Arabskiej Armii Wyzwoleńczej. W dniu 22 października 1948 roku wchodził w życie trzeci rozejm narzucony przez Radę Bezpieczeństwa ONZ. Dowodzący Arabską Armią Wyzwoleńczą, al-Qawuqji postanowił wykorzystać tę sytuację i w nocy z 21 na 22 października rozkazał jednej ze swoich kompanii piechoty przeprowadzić atak w rejonie przygranicznego kibucu Menara. Atak był całkowitym zaskoczeniem dla Izraelczyków, którzy utracili ufortyfikowane pozycje obronne na górze Har Szina’an (wysokość 902 metr n.p.m.). Dowodzący Brygadą Karmeli, Mordechaj Maklef postanowił odzyskać utracone pozycje i usunąć oblężenie kibucu Menara. Przeprowadzono wówczas operację „Ja’el”, która zakończyła się niepowodzeniem. Dalsze walki zostały przerwane przez wchodzące w życie kolejne zawieszenie broni. Jednak siły arabskie nie przestrzegały rozejmu i w rejonie gór Naftali nieustannie dochodziło do incydentów zbrojnych. Oblężony kibuc Menara był ostrzeliwany, a arabskie milicje przenikały przez linię frontu i atakowały samochody poruszające się na drodze pomiędzy Rosz Piną a Metulą.
Izraelskie dowództwo nie mogło tolerować takiej sytuacji w tym newralgicznym rejonie północno-wschodniej Galilei. Należy przy tym pamiętać, że w stosunkowo niewielkiej odległości, w rejonie zniszczonego moszawu Miszmar ha-Jarden znajdował się syryjski korpus ekspedycyjny, a na północy była libańska armia. Szef Północnego Dowództwa generał Mosze Karmel uznał, że arabski atak przeprowadzony z terytorium Libanu na przygraniczny kibuc Menara można wykorzystać jako pretekst do przeprowadzenia dużej operacji militarnej i doprowadzenia do usunięcia Arabskiej Armii Wyzwoleńczej z Galilei. Na tym tle doszło do sporu pomiędzy Mosze Karmelem a Dawidem Ben Gurionem i Jigael Jadinem, którzy skłaniali się do przeprowadzenia niewielkiej operacji w celu odblokowania kibuców Menara i Misgaw Am. Jednak w wyniku dyskusji, Ben Gurion doszedł do wniosku, że w przypadku rozpoczęcia dużej operacji wina i tak nie spadnie na Izrael, ponieważ międzynarodowi obserwatorzy UNTSO potwierdzą, że walki rozpoczęła Arabska Armia Wyzwoleńcza. W rezultacie przystąpiono do przygotowań planu operacji „Hiram”. Czas trwania zawieszenia broni wykorzystano na przegrupowanie oddziałów i zmienienie stosunku sił na północy na swoją korzyść. Izraelscy dowódcy pamiętali słowa wypowiedziane 26 września 1948 roku przez Dawida Ben Guriona, który powiedział, że jeśli zostaną wznowione walki na północy, to Galilea stanie się „czysta” i „pusta” od Arabów, sugerując, że zostałoby to zapewnione przez jego generałów. Plan operacji przewidywał przeprowadzenie w północnej części Górnej Galilei dużego manewru okrążającego, który miał wyglądać jak kleszcze łączące się z zachodu i wschodu w rejonie wioski Sa’sa na granicy z Libanem. W ten sposób siły Arabskiej Armii Wyzwoleńczej zostałyby otoczone w środkowej Galilei. Kocioł mógł być zlikwidowany poprzez jednoczesne natarcie z zachodu, południa i wschodu. Celem było „zniszczenie wroga w okrążeniu w środkowej Galilei”, zajęcie całej Galilei i ustalenie granicy państwowej na północy kraju. Nazwa operacji nawiązywała do biblijnego króla Hirama, który był sojusznikiem królów Dawida i Salomona, i odegrał ważną rolę przy budowie Świątyni Jerozolimskiej. W dniu rozpoczęcia operacji, Josef Weitz wysłał notatkę do Jigaela Jadina nalegającą, aby armia wyrzuciła „uchodźców” z nowo zajętych terenów.

## Układ sił

### Siły arabskie
Główne dowództwo Arabskiej Armii Wyzwoleńczej znajdowało się w wiosce Ajtaroun w południowym Libanie. Siły były zorganizowane w trzy regimenty, liczące razem około 2-3 tys. żołnierzy. Regimenty były rozlokowane w następujący sposób:
- 1 Regiment Jarmouk (trzy bataliony – 1500 ludzi) dowodzony przez Mohammeda Safe – zajął najbardziej wysuniętą na południe linię obrony, rozciągającą się na linii Ajlabun – Sachnin – Madżd al-Krum. Był to najlepiej wyszkolony regiment, którego żołnierze posiadali najwyższe morale. Każda drużyna posiadała wsparcie ciężkiego karabinu maszynowego, każdy pluton posiadał moździerz 60 mm, a każdy batalion posiadał pluton wsparcia moździerzy 80 mm.
- 2 Regiment Jarmouk (dwa bataliony – 800 ludzi) dowodzony przez Mahdi Saleh al-Anani – zajął pozycje z tyłu pierwszych linii obronnych, koncentrując się we wschodniej części Górnej Galilei w rejonie wsi Sa’sa, nieopodal granicy libańskiej. Regiment miał mocno osłabione morale i często dochodziło do przypadków dezercji żołnierzy.
- 3 Regiment Jarmouk (dwa bataliony – 850 ludzi) dowodzony przez Ghassana Daugh – zajął pozycje w zachodniej części Górnej Galilei w rejonie wioski Tarszicha. Żołnierze ci również posiadali niskie morale. Na ich uzbrojeniu znajdowały się dwa samochody pancerne uzbrojone w dwa działka dwufuntowe, oraz cztery działa 75 mm. Dodatkowe wzmocnienie stanowił batalion libańskich ochotników, który posiadał własną kompanię zmechanizowaną i baterię artylerii.

W odwodzie znajdował się odbudowany Batalion Hittin, który po stratach poniesionych podczas walk w rejonie Nazaretu wycofał się do Syrii, a następnie powrócił i zajął pozycje w obszarze wioski Bint Dżubajl w południowym Libanie. Wzdłuż granicy pozycje zajęły dodatkowe dwa bataliony Arabskiej Armii Wyzwoleńczej, które podlegały jednak dowództwu libańskiej armii. Ich zadaniem było chronienie tyłów Arabskiej Armii Wyzwoleńczej przed ewentualnym oskrzydlającym manewrem izraelskiej armii. Dowództwo nad całością sprawował Fauzi al-Kawukdżi.
Siły Arabskiej Armii Wyzwoleńczej były w owym czasie bardzo zdemoralizowane i posiadały mocno ograniczone zapasy amunicji. Gelber pisze, że połowa arabskich żołnierzy nie miała obuwia, brakowało im koców i wielu chorowało. Praktycznie siły te były niezdolne do prowadzenia regularnych działań taktycznych, i nadawały się bardziej do wojny partyzanckiej niż do uczestniczenia we współczesnej wojnie. W dokumentach brytyjskich znajduje się cytat za oficerem irackim wizytującym oddziały Arabskiej Armii Wyzwoleńczej, który swą wypowiedź na temat słabego jej stanu konkluduje zdaniem, iż lepiej byłoby rozwiązać te oddziały, niż utrzymywać je w opisywanym stanie.
Również syryjskie dowództwo przegrupowało swoje siły na północy, rozlokowując batalion piechoty w wiosce Dżisz. Na terytorium południowo-wschodniego Libanu stacjonowały także dwa syryjskie bataliony piechoty z 3 Brygady. W wiosce Mardż Ujun był 8 Batalion, a w al-Chijam był 9 Batalion.

### Siły żydowskie
Do przeprowadzenia operacji „Hiram” izraelskie dowództwo wyznaczono siły czterech brygad. W rejonie miasta Safed rozlokowano 7 Brygadę Pancerną, która od dłuższego czasu pozostawała na północy jako mobilny odwód. Jej żołnierze byli wypoczęci i przygotowani na wejście do walki. Ze względu na specyfikę górskich terenów, w których miały być prowadzone walki, otrzymała ona wsparcie w postaci plutonu Czerkiesów. Do Zachodniej Galilei przerzucono z południa Brygadę Oded. Wyszkolenie jej oddziałów było słabe, co było widoczne podczas prowadzonej na południu operacji „Jo’aw”. Teraz pośpiesznie przerzucono brygadę ponownie na północ. W rezultacie żołnierze byli zmęczeni, a ostatnie walki spowodowały upadek morale. W jednostkach występowały braki uzbrojenia, a dowódcy nie znali terenu w którym będą prowadzić natarcie. Z tego powodu Brygada Oded otrzymała wsparcie w postaci plutonu Druzów i straży miasta Hajfa. Pozycje w Dolnej Galilei, na północ od miasta Nazaret zajęła najbardziej zasłużona i doświadczona w walkach na północy Brygada Golani. Żołnierze byli wypoczęci, dobrze uzbrojeni i posiadali wysokie morale. Pozycje w północno-wschodnim cyplu Galilei zajęła doświadczona Brygada Karmeli. Jej linie zostały rozciągnięte do granic wytrzymałości na styku wojsk syryjskich, libańskich i Arabskiej Armii Wyzwoleńczej. Dowództwo nad całością operacji objął Mosze Karmell.

## Przebieg operacji

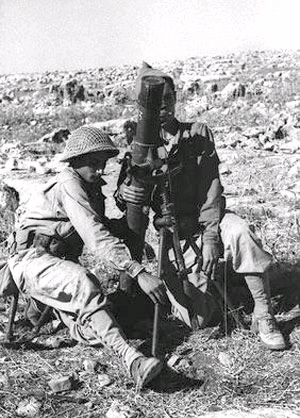
Izraelscy żołnierze podczas walk o wioskę Safsaf

Izraelscy żołnierze w zdobytej wiosce Sa’sa

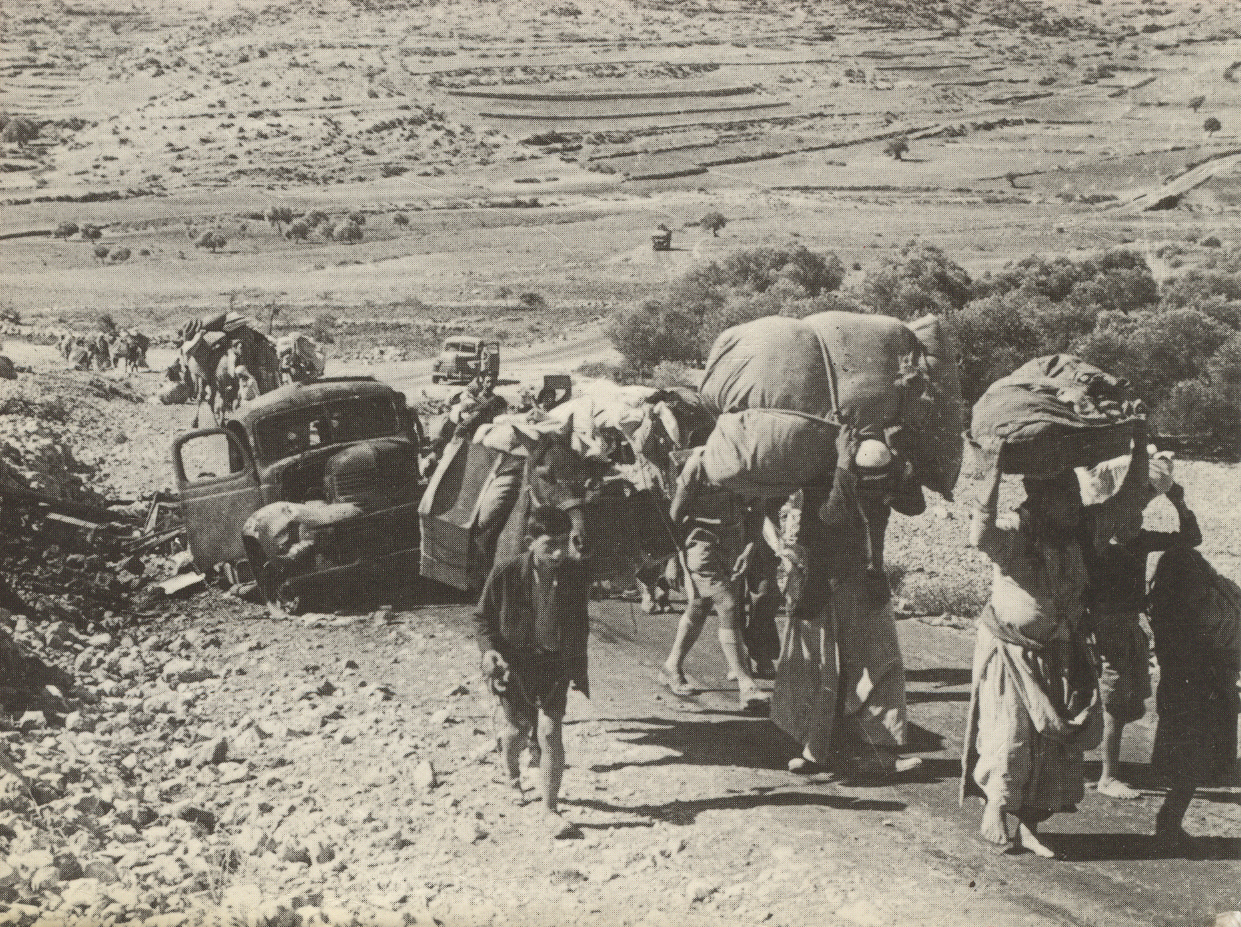
Arabscy uchodźcy uciekający z Galilei

Izraelscy żołnierze w wiosce Iqrit

Operacja „Hiram” rozpoczęła się w nocy z 28 na 29 października 1948 roku od bombardowań wiosek Tarszicha, Dżisz i Sa’sa. Bombardowania przeprowadziły samoloty bombowe B-17 Flying Fortress i transportowe C-47 Dakota. W wiosce Tarszicha w wyniku bombardowania zginęło 24 mieszkańców, a około 60 zostało pogrzebanych pod gruzami zawalonych domów. Niemal natychmiast po bombardowaniach lotniczych, Brygada Golani rozpoczęła działania dywersyjne, obliczone na ściągnięcie na siebie uwagi i wprowadzenie zamieszania w arabskim dowództwie. Celem natarcia stała się wioska Ajlabun, położona na zachód od jeziora Tyberiadzkiego. Planowano manewrem oskrzydlającym ominąć główne linie obronne Arabskiej Armii Wyzwoleńczej i wbić się klinem w głąb arabskiego terytorium, wywołując zamieszanie i popłoch. 1 Regiment Jarmouk nie dał się jednak zaskoczyć, i powstrzymał izraelskie natarcie przed dotarciem do wioski. Niemal równocześnie rozpoczęło się natarcie na najważniejszym kierunku ofensywy z Safedu w stronę wioski Sa’sa. Zadanie przeprowadzenia tego natarcia powierzono 7 Brygadzie Pancernej, która składała się z dwóch batalionów pancernych, dwóch batalionów piechoty oraz plutonu Czerkiesów. Dowódcą brygady był Ben Dunkelman. Pod osłoną nocy, żołnierze batalionu piechoty wyruszyli z Safedu w kierunku zachodnim i północno-zachodnim, dążąc do zajęcia strategicznego skrzyżowania przy wiosce Meiron, u podnóża góry Meron. W nocnych walkach Arabowie utracili około 80 ludzi, po czym ich oddziały zaczęły w sposób niezorganizowany wycofywać się na północ w stronę wioski Dżisz.
Rankiem 29 października, utorowaną przez piechotę drogą ruszył 73 Batalion zmechanizowany. W ten sposób piechota otrzymała wsparcie w postaci transporterów opancerzonych Halftrack i samochodów pancernych. Pojawienie się w tym rejonie pojazdów opancerzonych było całkowitym zaskoczeniem dla Arabów, ponieważ spostrzegali oni drogę z Safedu jako nieprzejezdną. Działania izraelskich pojazdów były możliwe dzięki ciężkiej pracy jednostek inżynieryjno-saperskich. Bardzo szybko wyparto siły lokalnej milicji arabskiej z wioski Safsaf. Po zajęciu tej wioski doszło do masakry ludności cywilnej (zginęło 52-64 mieszkańców, w tym kobiety). Na wieść o załamaniu się linii obronnych 2 Regimentu Jarmouk, syryjskie dowództwo nakazało wysłanie batalionu piechoty ze wsparciem, aby uporządkować siły arabskich ochotników i odtworzyć obronę. Syryjscy żołnierze nie byli jednak przygotowani do przeprowadzenia ataku i w sposób mało zorganizowany przemieszczali się kolumną na północ od Safsaf. Wpadli w przygotowaną przez Izraelczyków zasadzkę, w której w ciężkiej walce stracili około 200 żołnierzy. Pozostali w popłochu wycofali się w kierunku granicy libańskiej, a wraz z nimi uciekali zdemoralizowani członkowie Arabskiej Armii Wyzwoleńczej i cywile. Do obrony wioski Dżisz pozostał niewielki oddział lokalnej milicji wspierany przez ochotników z Maroka. Po ciężkiej walce Izraelczycy opanowali wioskę. W niejasnych okolicznościach po bitwie zastrzelono 10 jeńców wojennych oraz pewną liczbę mieszkańców wioski. Raport izraelskich żołnierzy mówi o śmierci podczas walk o wioskę nawet „150-200 Arabów, w tym wielu cywilów”.
Korzystając z sukcesów odniesionych na wschodzie, do natarcia w ciągu dnia ruszyło zachodnie skrzydło izraelskich wojsk. Brygada Oded wyruszyła z Naharijji i zajęła wioskę Mi’ilja. Dalsze natarcie utknęło na wiosce Tarszicha, która była jednym z najsilniej bronionych punktów arabskiej obrony na zachodzie. Izraelscy żołnierze musieli wycofać się i poprosić lotnictwo o wsparcie. W nocy z 29 na 30 października izraelskie lotnictwo przeprowadziło najcięższe bombardowania w Galilei. Bombowce przeprowadziły 13 misji bombowych, zrzucając na siedem arabskich wiosek ogółem 21 ton bomb. Pod osłoną nocy 7 Brygada Pancerna podciągnęła swoje oddziały z Safedu do zdobytej wioski Dżisz, skąd rankiem 30 października, 72 i 79 Batalion wyruszyły na zachód. Po krótkiej walce zajęły strategicznie położoną wioskę Sa’sa, której zdobycie zamykało wschodnie skrzydło okrążenia arabskich wojsk w Galilei. Istnieją niepotwierdzone doniesienia, że po zajęciu wioski mogło w niej dojść do masakry ludności cywilnej. Oficjalne dochodzenie przeprowadzone przez majora Emanuela Jalan sugerowało, że mogli być rozstrzelani niektórzy mieszkańcy wioski, w tym osoby kalekie. Jednakże historycy nie zdołali dotrzeć do żadnych wiarygodnych informacji w tej sprawie. Zachodnie skrzydło okrążenia nie mogło być zamknięte, ponieważ Brygada Oded utknęła w rejonie wioski Tarszicha. Wobec tego, jednostki 7 Brygady Pancernej wydłużyły swoje natarcie na zachód od wioski Sa’sa. W kolejnych godzinach, prawie bez walki zajęto wioski Dżabbatijja, Churfeisz i Sabalan. Dowodzący Arabską Armią Wyzwoleńczą, al-Qawuqji zorientował się jednak w izraelskich planach, i rozkazał wszystkim swoim oddziałom odwrót w kierunku granicy libańskiej. Przez następne dwa dni arabskie jednostki przemykały się górskimi drogami pomiędzy nacierającymi wojskami izraelskimi. Większość z tych sił zdołała dotrzeć do Libanu i uniknąć okrążenia, a tym samym zniszczenia. Ten wielki odwrót wykorzystała Brygada Oded, która teraz bez walki zajęła kolejne wioski Tarszicha, Fassuta i Dajr al-Qassi, zamykając do końca dnia okrążenie.
Tymczasem 7 Brygada Pancerna przeprowadziła drugie natarcie z wioski Dżisz. Tym razem było ono skierowane na północny wschód, w kierunku granicy libańskiej i żydowskim osiedlom izolowanym w górach Naftali. Izraelscy żołnierze prawie bez walki zajęli wioski al-Ras al-Ahmar i Richanijja. Tutaj izraelskie siły rozdzieliły się, i jedna część kontynuowała natarcie wzdłuż drogi w kierunku północno-wschodnim, zajmując wioski Alma i Dajszum. Uzyskano w ten sposób połączenie z siłami Brygady Karmeli w pobliżu moszawu Ramot Naftali w górach Naftali. Natomiast druga część sił 7 Brygady skierowała się z wioski Richanija na północny zachód w kierunku granicy libańskiej, i zajęła wioski Fara i Saliha. Mieszkańcy wioski Saliha przywitali wkraczających izraelskich żołnierzy białymi flagami. Pomimo to Izraelczycy dopuścili się masakry ludności cywilnej. Pod gruzami wysadzonych domów zginęło około 60-70 mieszkańców. W międzyczasie mniejszy izraelski oddział zajął położoną bardziej na południu wioskę Marus. Wszystkie wioski były wysiedlane, a następnie burzone. Jedynym wyjątkiem była wieś Richanija, zamieszkała przez Czerkiesów. Była ona chroniona, ponieważ w izraelskiej armii służył pluton piechoty Czerkiesów.
Tego samego dnia, rankiem 30 października, Brygada Golani przeprowadziła drugi atak na wioskę Ajlabun. Broniące jej arabskie siły zostały pozostawione, aby osłaniać odwrót Arabskiej Armii Wyzwoleńczej. W bitwie stoczonej na obrzeżach wioski Izraelczycy stracili cztery samochody pancerne i 6 rannych żołnierzy. Wkraczających do zdobytej wioski izraelskich żołnierzy, mieszkańcy przywitali białymi flagami. Negocjacje w sprawie poddania wioski prowadzili czterej lokalni księża. Większość mieszkańców ukryła się w dwóch kościołach. Izraelczycy mieli wielki żal, ponieważ miesiąc wcześniej w wiosce doszło do procesji w której niesiono głowy dwóch zabitych izraelskich żołnierzy. Żołnierze nakazali wszystkim mieszkańcom zebrać się na głównym placu. W trakcie wychodzenia z kościoła został zastrzelony jeden stary człowiek. Dowódca i dwóch żołnierzy oddzieliło spośród mieszkańców wioski 17 młodych mężczyzn, z których 12 rozstrzelano. Pozostałych pięciu wykorzystano jako żywe tarcze do ochrony swoich pojazdów opancerzonych. Brygada Golani przeniosła swoje dalsze działania na północ od Ajlabun, zajmując prawie bez walki wioskę Maghar. Następnie nastąpiło rozdzielenie izraelskich sił, z których mniejsza grupa skierowała się w kierunku zachodnim zajmując wioskę Dejr Channa, Arraba, Sallama, Kamane i Ras al-Ajn. Wioska Maghar zamykała wejście do środkowej górzystej części Górnej Galilei i na północ od niej było ważne w rejonie skrzyżowanie dróg. W miejscu tym niewielkie oddział odłączył się od Brygady Golani i skierował się na północny wschód, zajmując wioski En al-Asad, Kafr Inan i Farradijja. Następnie połączył się on z izraelskimi siłami w rejonie Safedu, zamykając wschodnią linię okrążenia. Natomiast główny trzon Brygady Golani skierował się na północny zachód i zajął wioski Rame, Bet Dżan i Sadżur. W międzyczasie straż miasta Hajfa natarła od południowego zachodu i zajęła wioski Madżd al-Krum, Dejr al-Asad i Bina, zamykając w ten sposób południową linię okrążenia. Brygada Golani wkroczyła w zalesiony górski obszar Górnej Galilei i obeszła od zachodu górę Meron, zajmując kolejne wioski Peki’in i Suhmata. W rejonie tym spotkała się z Brygadą Oded.
Przez cały ten czas Brygada Karmeli zajmowała wysunięte pozycje na północnym wschodzie, powstrzymując wojska syryjskie przed rozpoczęcie działań ofensywnych pomiędzy moszawem Miszmar ha-Jarden a kibucem Menara. Teraz, gdy Arabska Armia Wyzwoleńcza została rozbita i wycofywała się w nieładzie na terytorium Libanu, izraelskie dowództwo postanowiło wykorzystać odniesiony sukces. Brygada Karmeli wkroczyła w kilkunastu miejscach do Libanu, zajmując libańskie wioski: Blida, Mhaibib, Majs al-Dżabal, Kalaat Debba, Hula, Markaba, Talloussa, Bani Hajan, Rabb et-Talatin, al-Adeisseh, Kantara, Aadchit, al-Taibeh, Deir Siriane, al-Kuseir, Aalmane, Kfar Kila i Deir Mimas. Ten skoordynowany atak doprowadził izraelskie wojska do rzeki Litani. W wiosce Hula doszło do masakry ludności cywilnej. Dwóch oficerów doprowadziło do zastrzelenia 50 mieszkańców wioski, dla których wysadzony dom stał się grobem.

W nocy z 30 na 31 października Brygada Oded skierowała swoje działania w kierunku północno-zachodnim, z zadaniem oczyszczenia drogi pomiędzy kibucem Elon a nadmorskimi klifami Rosz ha-Nikra. Jeszcze w nocy została zajęta i całkowicie zniszczona wioska Arab al-Samnija. Nad ranem zajęto przygraniczne wioski Aramisza i Kirbat Iribbin. Zawieszenie broni miało rozpocząć się 31 października o godzinie 11:00. Tego samego dnia, o godzinie 7:30 rano, generał Mosze Karmel rozkazał dowódcom brygad aby „kontynuowali operacje oczyszczania wewnątrz Galilei”. W rozkazie pochodzącym z godziny 10:00, Karmel rozkazuje dowódcom: 
„Zróbcie wszystko co w waszej mocy, aby szybko i natychmiastowo oczyścić podbite obszary z wszystkich wrogich elementów zgodnie z rozkazami, które wydano [...] mieszkańcy podbitych terenów powinni być zachęcani do odejścia”.
W ciągu 31 października, Brygada Oded skierowała się z kibucu Elon w kierunku północno-wschodnim, zajmując wioski Ikrit, Tarbicha, al-Nabi Rubin i Suruh. Natomiast siły 7 Brygady zajęły przygraniczne wioski Al-Mansura i Kafr Birim.

## Reakcje i następstwa
Operacja „Hiram” zakończyła się zwycięstwem Izraelczyków. Po 31 października 1948 roku Siły Obronne Izraela kontrolowały całą Galileę, z wyjątkiem niewielkiej kieszeni moszawu Miszmar ha-Jarden, zajmowanego przez wojska syryjskie. Cała operacja trwała 60 godzin, w ciągu których Arabska Armia Wyzwoleńcza została zniszczona. Arabskie straty są oceniane na około 400 zabitych i 550 jeńców. Spośród zabitych połowę stanowią syryjscy żołnierze. Arabowie utracili także duże ilości uzbrojenia i amunicji. Oddziały Arabskiej Armii Wyzwoleńczej bezładnie wycofały się do Libanu, gdzie zaczęły się rozpadać. Ich żołnierze opuścili swoje jednostki i powrócili do domów. W porównaniu straty izraelskie były niewielkie i nie stanowiły żadnego większego obciążenia dla potencjału militarnego państwa Izrael.

Podczas operacji duża liczba Arabów została wygnana, bądź uciekła ze strachu przed groźbą masakr ludności cywilnej. Arabowie twierdzą, że doszło wówczas do kilku takich masakr, jednak wielu historyków podważa podawane liczby. Historyk Benny Morris cytuje rozkazy izraelskiego dowództwa, nakazujące dowódcom brygad przeprowadzanie czystek etnicznych. Morris podkreśla jednak, że w rzeczywistości nie doszło do systematycznych czystek etnicznych i bardzo wiele arabskich wiosek w Galilei pozostało nienaruszonych. Ponadto Izraelczycy posiadali licznych sojuszników wśród miejscowej ludności nie-żydowskiej, w tym wśród Druzów i Czerkiesów. Polityka czystek etnicznych nie sprzyjałaby utrzymaniu tych sojuszników. Zaangażowanie w operację sił aż czterech brygad umożliwiało wypędzenie ludności cywilnej w sposób uporządkowany, bez konieczności przeprowadzania masakr. Większość z domniemanych masakr miała miejsce na obszarze zajętym przez 7 Brygadę, której dowódcą był Ben Dunkelman. Podczas wcześniejszej operacji „Dekel” odmówił on wykonania rozkazu Ben Guriona nakazującego wydalenie mieszkańców Nazaretu. Jest więc mało wiarygodne, że Dunkelman pozwoliłby na masakry podczas operacji „Hiram”. Oczywiście, nie wyklucza to możliwości popełnienia zbrodni wojennych przez jego podwładnych. Podczas operacji „Hiram” doszło do kilku masakr, które zostały dobrze udokumentowane. Dziennikarz Ari Szavit napisał: 
„Do ponad połowy aktów masakr doszło podczas operacji Hiram (na północy w październiku 1948): w Safsaf, Jish, Saliha, Ajlabun, Deir al-Asad, Madżd al-Krum i Sa’sa. Podczas operacji Hiram występowało niezwykle wysokie zagęszczenie ludności na froncie lub obok frontu w następnej fazie. To nie mógł być przypadek. To była zasada. Najwyraźniej różni oficerowie, którzy brali udział w operacji rozumieli, że otrzymany nakaz wysiedlenia dopuszcza popełnianie takich czynów w celu zachęcenia mieszkańców do wyjścia na drogi. Faktem jest, że nikt nie został ukarany za te morderstwa. Ben Gurion milczał w tej sprawie, kryjąc żołnierzy, którzy popełnili masakry.”

Historyk Jo’aw Gelber napisał: 
„Podczas wysiedlania ludności cywilnej w trakcie kampanii Hiram w Galilei i południowym Libanie, doszło do kilku masakr i towarzyszącym im gwałtom oraz grabieżom. Wracający z wizyty w regionie Jaakow Szimoni przypisał je brakowi jednolitej polityki i wyraźnych dyrektyw. W przeciwieństwie do poprzednich sytuacji, żołnierze z różnych jednostek protestowali przeciwko zachowaniu swoich towarzyszy, a czasami także swoich przełożonych. Oficerowie natychmiast podjęli na miejscu kroki w celu powstrzymania zamachów i zapobieżeniu ich powtórzenia, grożąc sprawcom sądem wojennym, jeżeli podobne przypadki powtórzą się w przyszłości. Słowo okrucieństwa Hirama szybko rozprzestrzeniło się wśród żołnierzy, docierając do Sztabu Generalnego i Rządu Tymczasowego. Początkowo historie przypisywano niezdyscyplinowanej jednostce druzów i pewnej jednostce składającej się z byłych członków Irgunu. Te zarzuty ... były fałszywe. W tych zabójstwach brało udział kilka pododdziałów dwóch brygad, a żaden z nich nie miał wyjątkowych cech społecznych lub politycznych. Po konsultacjach z Ministrem Sprawiedliwości i Prokuratorem Generalnym, Ben-Gurion nakazał przeprowadzenie dochodzenia w sprawie masakr w czterech miejscowościach: Safsaf, Jish, Saliha i Hula w Libanie ... Dochodzenie nie dało jednoznacznych wyników. Oficer śledczy, Emmanuel Vilenski (Jalan), odwiedził miejsca oraz przesłuchał dowódców i oficerów sztabowych. Twierdzili oni, że zdarzenia miały miejsce podczas walki, oczekiwań na natarcie wroga, kontrataków, lub w sytuacjach utrudnionego odróżnienia żołnierzy Arabskiej Armii Wyzwoleńczej od cywilów. Wyżsi dowódcy całkowicie poparli swoich podwładnych i zaprzeczyli jakoby niezdyscyplinowanie oddziałów było przyczyną tych masakr. Niemniej jednak, przynajmniej w jednym przypadku oficer stanął przed sądem wojskowym i został skazany na kilka lat”.